# Kortbaneløb på skøjter under vinter-OL 2018 – herrerenes 5000 meter stafet
Herrenes 5000 meter stafet i kortbaneløb på skøjter ved Vinter-OL 2018 fandt sted den 13. og 22. februar 2018 i Gangneung Ice Arena i Gangneung, Sydkorea. Løbet blev vundet af Ungarn, som var Ungarns første vinter-OL-guldmedalje.

## Rekorder
To olympiske rekorder blev sat i konkurrencen.
| Dat0        | Runde        | Atlet                                                    | Nation   | Tid      | Rekord | Ref   |
| ----------- | ------------ | -------------------------------------------------------- | -------- | -------- | ------ | ----- |
| 13. februar | Semifinale 2 | Hwang Dae-heon Kim Do-kyoum Kwak Yoon-gy Lim Hyo-jun     | Sydkorea | 6:34.510 | OR     | [ 2 ] |
| 22. februar | Finale 2     | Shaoang Liu Shaolin Sándor Liu Viktor Knoch Csaba Burján | Ungarn   | 6:31.971 | OR     | [ 3 ] |

## Resultater

### Semifinaler
Semifinalerne blev afholdt 13. februar 2018.
QA – kvalificeret til finale A
QB – kvalificeret til finale B
PEN – straf
| Rang | Semifinale | Nation     | Atleter                                                                      | Tid      | Noter  |
| ---- | ---------- | ---------- | ---------------------------------------------------------------------------- | -------- | ------ |
| 1    | 1          | Kina       | Wu Dajing Han Tianyu Ren Ziwei Xu Hongzhi                                    | 6:36.605 | QA     |
| 2    | 1          | Canada     | Samuel Girard Charles Hamelin Charle Cournoyer Pascal Dion                   | 6:41.042 | QA     |
| 3    | 1          | Kasakhstan | Denis Nikisha Nurbergen Zhumagaziyev Abzal Azhgaliyev Yerkebulan Shamukhanov | 6:47.727 | QB     |
| 5    | 1          | Holland    | Sjinkie Knegt Daan Breeuwsma Itzhak de Laat Dennis Visser                    | 9:99.99  | PEN    |
| 1    | 2          | Sydkorea   | Hwang Dae-heon Kim Do-kyoum Kwak Yoon-gy Lim Hyo-jun                         | 6:34.510 | QA, OR |
| 2    | 2          | Ungarn     | Shaoang Liu Shaolin Sándor Liu Viktor Knoch Csaba Burján                     | 6:34.866 | QA     |
| 3    | 2          | USA        | J. R. Celski John-Henry Krueger Thomas Hong Aaron Tran                       | 6:36.867 | QB     |
| 4    | 2          | Japan      | Keita Watanabe Ryosuke Sakazume Kazuki Yoshinaga Hiroki Yokoyama             | 6:42.655 | QB     |

### Finaler

#### Finale B (klassifikationsrunde)
| Rang | Nation     | Atlet                                                                        | Tid      | Noter |
| ---- | ---------- | ---------------------------------------------------------------------------- | -------- | ----- |
| 5    | USA        | J. R. Celski John-Henry Krueger Thomas Hong Aaron Tran                       | 6:52.708 |       |
| 6    | Kasakhstan | Denis Nikisha Nurbergen Zhumagaziyev Abzal Azhgaliyev Yerkebulan Shamukhanov | 6:52.791 |       |
| 7    | Japan      | Keita Watanabe Ryosuke Sakazume Kazuki Yoshinaga Hiroki Yokoyama             | 7:02.554 |       |

#### Finale A (medaljerunde)
Finale blev afholdt 22. februar.
| Rang | Land     | Atlet                                                      | Tid      | Noter |
| ---- | -------- | ---------------------------------------------------------- | -------- | ----- |
| 1    | Ungarn   | Shaoang Liu Shaolin Sándor Liu Viktor Knoch Csaba Burján   | 6:31.971 | OR    |
| 2    | Kina     | Wu Dajing Han Tianyu Xu Hongzhi Chen Dequan                | 6:32.035 |       |
| 3    | Canada   | Samuel Girard Charles Hamelin Charle Cournoyer Pascal Dion | 6:32.282 |       |
| 4    | Sydkorea | Seo Yi-ra Kim Do-kyoum Kwak Yoon-gy Lim Hyo-jun            | 6:42.118 |       |